# El Clavo
El Clavo är en ort i Mexiko.   Den ligger i kommunen Palenque och delstaten Chiapas, i den sydöstra delen av landet, 800 km öster om huvudstaden Mexico City. El Clavo ligger 148 meter över havet och antalet invånare är 775.
Terrängen runt El Clavo är kuperad söderut, men norrut är den platt. Runt El Clavo är det ganska glesbefolkat, med 34 invånare per kvadratkilometer. Närmaste större samhälle är Lázaro Cárdenas, 8,7 km öster om El Clavo. Omgivningarna runt El Clavo är en mosaik av jordbruksmark och naturlig växtlighet.